# Ontagnano
Ontagnano (Antognan in friulano) è una frazione di Gonars in provincia di Udine.

## Monumenti e luoghi d'interesse

### Chiesa di San Michele Arcangelo

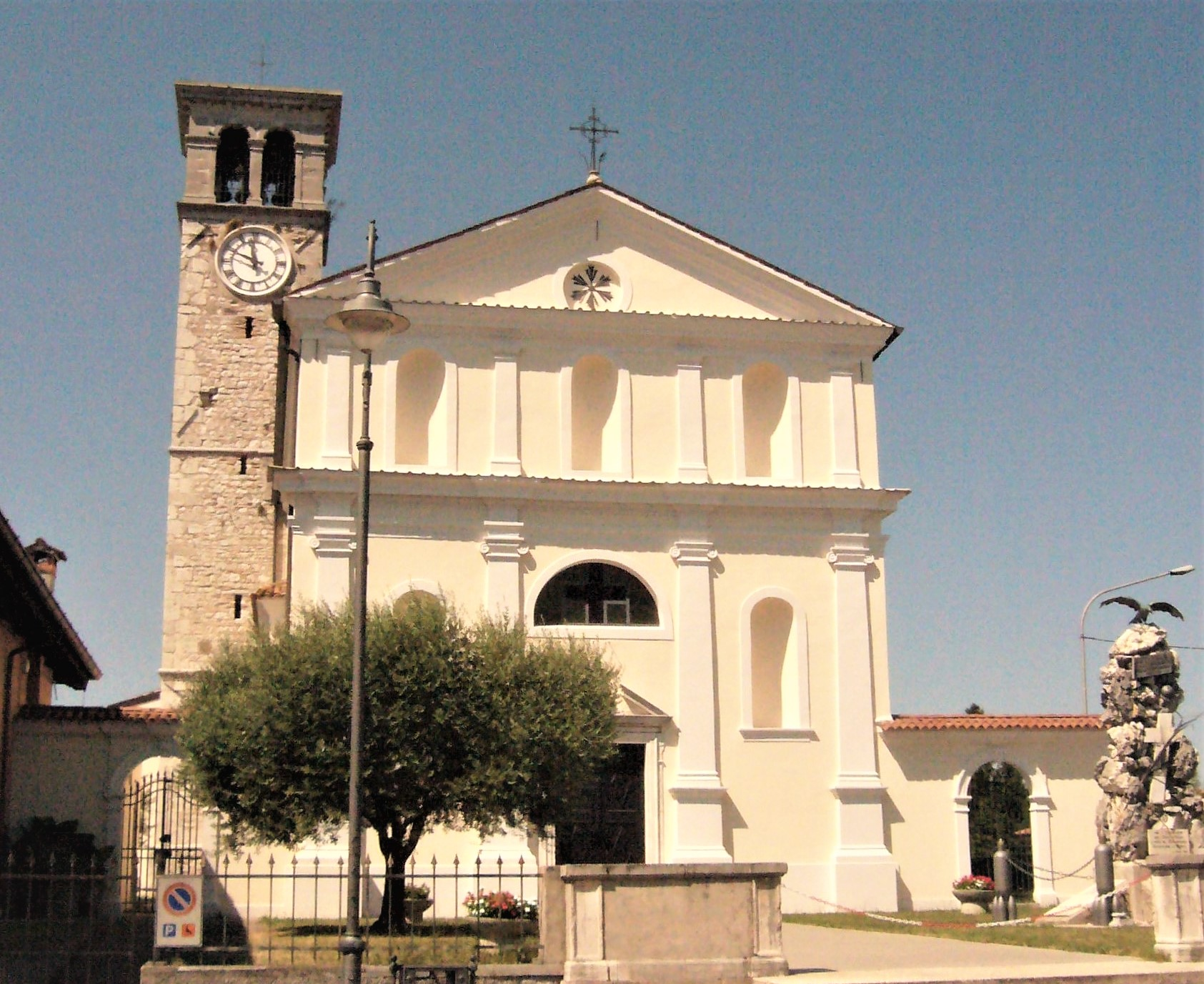
La chiesa parrocchiale

La parrocchiale di Ontagnano, dedicata a san Michele Arcangelo, venne ricostruita negli anni '50 del XX secolo, in sostituzione della precedente chiesa settecentesca.

### Sinagoga
Un tempo ad Ontagnano era attiva una comunità ebraica, che si riuniva presso la locale sinagoga, situata al terzo piano di un edificio privato. Con il declino demografico della comunità per l'emigrazione verso i centri maggiori della regione, la sinagoga venne chiusa e privata dei suoi arredi. A testimonianza della funzione liturgica dell'ambiente, resta il soffitto decorato con stucchi a forma di stella di David.